# Кереит (Туркестанская область)
Кереит (каз. Керейіт, до 1993 г. — Ильинка) — село в Тюлькубасском районе Туркестанской области Казахстана. Административный центр Арысского сельского округа. Находится примерно в 31 км к западу от районного центра села им. Турара Рыскулова. Код КАТО — 516037100.

## Население
В 1999 году население села составляло 1476 человек (746 мужчин и 730 женщин). По данным переписи 2009 года, в селе проживало 1579 человек (802 мужчины и 777 женщин).

## Известные люди
Агибаев Ордабай (Ағыбаев Ордабай), родился в 1908 году в селе Кайыршакты. Один из первых аспирантов из Казахстана, который учился в Санкт-Петербурге.